# The DUFF
The DUFF is een Amerikaanse komische film uit 2015, geregisseerd door Ari Sandel en gebaseerd op de gelijknamige roman uit 2010 van Kody Keplinger.

## Verhaal
Bianca is een tevreden middelbare scholier die haar wereld ziet instorten als ze hoort dat de andere studenten haar zien als de DUFF (Designated Ugly Fat Friend) in haar vriendengroep, die allemaal mooier en populairder zijn. Ondanks de waarschuwing om voorzichtig te zijn met haar favoriete leraar probeert ze haar gevoelens voor Toby, haar liefdesrelatie te negeren, terwijl ze haar buurjongen Wesley een vlotte maar charmante populaire jongen, vraagt om haar te helpen veranderen. Om te voorkomen dat haar afstudeerjaar een totale mislukking wordt, moet Bianca het vertrouwen vinden om de meedogenloze Madison van de school te overwinnen en iedereen eraan herinneren dat het niet uitmaakt hoe mensen eruitzien of zich gedragen.

## Rolverdeling
| Acteur         | Personage          |
| -------------- | ------------------ |
| Mae Whitman    | Bianca Piper       |
| Robbie Amell   | Wesley Rush        |
| Bella Thorne   | Madison Morgan     |
| Bianca Santos  | Casey Cordero      |
| Skyler Samuels | Jess Harris        |
| Romany Malco   | Directeur Buchanan |
| Ken Jeong      | Mr. Arthur         |
| Allison Janney | Dottie Piper       |
| Nick Eversman  | Toby Tucker        |

## Ontvangst
De film ontving over het algemeen positieve recensies van filmcritici. Op Rotten Tomatoes heeft The DUFF een waarde van 73% en een gemiddelde score van 6,10/10, gebaseerd op 121 recensies. Op Metacritic heeft de film een gemiddelde score van 56/100, gebaseerd op 28 recensies.

## Prijzen en nominaties
The DUFF won een prijs en ontving 8 nominaties, waarvan de belangrijkste:
| jaar | prijs               | categorie                                                                | genomineerde(n)            | uitslag     |
| ---- | ------------------- | ------------------------------------------------------------------------ | -------------------------- | ----------- |
| 2017 | Teen Choice Awards  | Choice Movie: Comedy                                                     | Choice Movie: Comedy       | Genomineerd |
| 2017 | Teen Choice Awards  | Choice Movie Actor: Comedy                                               | Robbie Amell               | Genomineerd |
| 2017 | Teen Choice Awards  | Choice Movie Actress: Comedy                                             | Mae Whitman                | Genomineerd |
| 2017 | Teen Choice Awards  | Choice Movie: Villain                                                    | Bella Thorne               | Gewonnen    |
| 2017 | Teen Choice Awards  | Choice Movie: Liplock                                                    | Mae Whitman & Robbie Amell | Genomineerd |
| 2017 | Young Artist Awards | Beste uitvoering in een speelfilm - Ondersteunende jonge actrice (14-21) | Bella Thorne               | Genomineerd |